# مدهوبالا
مدهوبالا ممثلة هندية (14 فبراير 1933-23 فبراير 1969)، (اسمها عند الولادة، ممتاز البيجوم جيهان ديهلافي)، كانت ممثلة شعبية في السينما الهندية وتألقت في عدة أفلام ناجحة في 1950 وأوائل 1960، وكثير من الأفلام الكلاسيكية قد حققت إعجاب ومنزلة رفيعة (بالأردوية: مدھو بالا)‏ مع المعاصرين لها نرجس ومينا كوماري، تعتبر على نطاق واسع واحدة من الممثلات الأكثر موهبة وإثارة التي ظهرت على شاشات السينما الهندية.

## النشأة
ممتاز البيجوم جيهان ديهلافي، المعروفة باسم مادبالا، ولدت في نيودلهي بالهند يوم 14 فبراير 1933. كانت مسلمة، وهي المولود الخامس للعائلة المحافظة من قومية البشتون من بين أحد عشر ابنا وابنة.
بعد أن فقد والد مادبالا عطاء الله خان وظيفته في شركة امبريال توباكو في بيشاور  تحملت العائلة الكثير من المشاق بما في ذلك وفاة أربعة من أخوات مادبالا واثنين من أشقائها، ونقلهم والدها إلى مومباي. هناك ناضلوا لأكثر من سنة، وكثيرا ما ترددوا على استوديوهات مومباي للسينما بحثا عن عمل. ظهرت ممتاز أول مرة في فلم في سن التاسعة.

## المهنة المبكّرة
أول أفلامها، بسنت (1942)  حقق اعلي ايراد للتذاكر والتي كانت تلعب فيه ابنة الممثلة الشعبية، ممتاز شانتي. وبعد ذلك مثلت في عدة أفلام كفنانة طفلة. كانت الممثلة المشهورة ديفيكا راني، أعجبت بأدائها وموهبتها، ونصحتها بتغيير اسمها إلى مادبالا  موهبتها كان واضحا تماما، سرعان ما نالت سمعة باعتبارها موثوق بها والمهنية. بحلول الوقت التي كانت في طور المراهقة، ولهاو من غير المألوف تبدو جيدة وطويل القامة، رشيقة الشكل، يعني أنها كانت بالفعل يجري إعدادها لأدوار ريادية.
فرصتها الأولى عندما جاء المخرج، كيدار شارما اختارها للوقوف امام الممثل راج كابور في نيل كمال (1947).'  وحتى تلك المرحلة، كانت دائما يكتب اسمها ممتاز  ولكن بعد هذا الفيلم كانت تقيد مادبالا. كان عمرها لا يتجاوز أربعة عشر عاما، ولكن مادبالا كانت قد وصلت أخيرا على الشاشة الهندية في دور قيادي. على الرغم من أن الفيلم لم يحقق النجاح التجاري، لوحظ أدائها وقوبل قبولا حسنا.
في العامين المقبلين ازدهرت لتصبح الجمال الأخاذ (وسائل الاعلام والمشجعين لها وصفوها بانها فينوس الشاشة). ومع ذلك لم تكن نجمة في دورالعرض المنتجة للسنيما الناطقة في بومباي حتي فيلم محل حتي عام 1949، والتي أصبحت مادبالا نجمة كاملة واسما مألوفا. الجمهور متحمسين أكثر لمادبالا لوجود الغموض والجمال. على الرغم من أنها كانت ستة عشر فقط في ذلك الوقت، والنقاد بالإجماع اعترفوا بأن لها مكرا ومهارة في الأداء يهيمن علي شريكها النجم المخضرم، اشوك كومار. وأصبح نجاح الفيلم والأغنية الشعبية Aayega Aanewala ايجا انيوالا  ايذانا بوصول اثنين من النجوم الجديدة على حد سواء مادبالا وصوت المطربة لاتا مانجيشكار.

## مرض خطير
مشكلة قلب مادبالا اكتشفت في عام 1950 بعد أن نزل كثير من الدم في السعال. ولدت مع وجود خلل في القلب المعروف باسم «ثقب في القلب». في ذلك الوقت، لم تكن عملية جراحية في القلب تجري على نطاق واسع.
مرضها كان سرا من قطاع الصناعة لسنوات عديدة، على الرغم من حادثة واحدة تحدثت عنها وسائل الإعلام في الفيلم في عام 1954. مادبالا كانت تصور في مدراس لفاسان اس اس فيلم باهت الدين هيو  أصبحت مريضة جدا وتقيأ دما على المجموعة. فاسان وزوجته كانوا مضيافبن جدا واعتنوا بها حتى أصبحت بخير مرة اخري. مادبالا كان في غاية الامتنان ونتيجة لذلك كسرت القاعدة الخاصة لحضور عرض أول فيلم أبدا، حتى فيلمها، عن طريق جعل استثناء لباهت الدين هيو  (1954) والسنة التالية، فيلم اخر من إنتاج فاسان Insaniyat (1955).إنسانيات الحادث الذي وقع في مدراس كان قلل من أهميتها، وسرعان ما نسي، وتمكنت مادبالا مواصلة العمل ووضع نفسها بوصفها نجم الصف.
نتيجة لذلك، عائلة مادبالا كانت راقية للغاية. عند التصوير في الاستديوهات، كانت فقط تأكل الطعام المعد بالمنزل وشرب المياه التي تأتي من بئر محددة في محاولة لتقليل المخاطر من المرض أو الإصابة. في نهاية المطاف حالتها سوف تؤثر سلبا واختصار حياتها وعملها، ولكن بالنسبة لمعظم سنة 1950، مادبإلا أنجزت بنجاح على الرغم من مرضها والقيود الطبية.

## اهتمام هوليوود
في أوائل1950 مادبالا أصبحت واحدة من أكثر الممثلات رواجا في الهند، كما أنها لاقت اهتماما من هوليوود. ظهرت في العديد من المجلات الاميركية مثل فنون المسرحية. في العدد أغسطس 1952، مادبالا كانت واردة في مقال مكثف مع صورة على صفحة كاملة. مقال كانت بعنوان: النجم الأكبر في العالم (وانها ليست من بيفرلي هيلز). وقدمت الممثلة بوصفها امرأة غامضة للجمال الأسطوري مع حشد غفير من المشجعين.
خلال هذه الفترة، في رحلة إلى مومباي واستوديوهات السينما، المخرج السينمائي الاميركي فرانك كابرا الذي كان في ضيافه النخبة من صناع السينما الهندية. إلا أن نجمة واحدة كان يريد حقا أن يجتمع بها وهي الغائبة، مادبالا. وعقد اجتماع لمناقشة فتح باب اقترح كابرا لمادبالا في هوليوود. رفض والد مادبالا ووضع حد لمستقبلها السينمائي والفني في هوليوود.

## مادبالا باعتبارها نجمة
كان لمادبالا العديد من الأفلام الناجحة بعد فيلم محل  مع الضغوط عليها لتأمين نفسها وعائلتها ماليا، عملت في العديد من الأفلام أربعة وعشرين فيلم في السنوات الأربع الأولى من حياتها المهنية. وبالتالي، علق النقاد في ذلك الوقت ان جمال مادبالا كان أكبر من قدرتها الفنية. كان هذا نتيجة للاختيار باهمال أدوارها في الأفلام. والمعيل الوحيد لأسرتها، قبلت العمل في أي فيلم، مما تسبب بوصفها ممثلة درامية شديدة الخطورة. ما جعلها في وقت لاحق تعرب عن أسفها.
كان لديها تطلعات للظهور في الأفلام المرموقة مع تحدي للادوار. بيمال روي بريج باهو  (1954) خير مثال على ذلك. مادبالا بعد قراءة الرواية، وكانت يائسة من تعديل الرواية لتصبح فيلم. على افتراض انها تسيطر علي سعر السوق (واحدة من أعلى الاجور)، لذلك كانبيمال رويأكثر تأييدا لها، وتكافح كاميني كايشال. مادبالا عندما علمت أن هذا كان عاملا في خسارته، وأعربت عن أسفها لحقيقة أنها تكون قد مثلت في فيلم مقابل رسم قدره روبية واحدة. هذا كان السبب في رغبتها في تحسين صورتها كممثلة جدية.
كنجمة، مادبالا لم تصعد إلى قمة هذه الصناعة. زملائها النجوم في ذلك الوقت كانوا أكثر شعبية معظم الفترة: أشوك كومار ,راج كابور، رحمن، وبراديب كومار، تأسيسه كابور، ديليب كومار، وسونيل دوت، وديف أناند. مادبالا كانت جنبا إلى جنب مع العديد من السيدات الملحوظات المؤديات في ذلك الوقت بما في ذلك [[كاميني كايشال، سيرايا، غيتا بالي، ناليني جايوانت ونيمي.|كاميني كايشال، سيرايا، غيتا بالي، ناليني جايوانت ونيمي.]] وعملت مع كانوا من بين أكثر المخرجين إنتاجا واحترام: محبوب خان (عمار)، جورو دوت (السيد والسيدة ' 55)، كمال أمروهي (محل) وك. عاصف (المغولى الاعظم). كما أنها غامرت في إنتاج وتمثيل فيلم ناتا (1955)
خلال عام 1950، مادبالا أثبتت جدارتهاو تنوعها في أداء أدوار البطولة، تقريبا مثلت في كل أنواع الأفلام التي أنتجت في ذلك الوقت. كانت سيدة جميله ورقيقة في الرواية الشعبية، بادال (1951)، وكانت الحسناء الغامضة في قرية في تارانا  (1951). كانت مقنعة ومثالية لدور المرأة التقليدية الهندية في سانجديل  (1952)، وكما لقيت قبولا حسنا في الأداء الكوميدي بوصفها الوريثة مدلل، أنيتا في غورو دوت ' المقطوعة الكلاسيكية السيد والسيدة ' 55 (1955). في عام 1956 حققت نجاحا في الدراما التاريخية مثل شيرين وفرهاد راج هاث. نفس القدر من النجاح في الشخصيات المعاصرة، ولا ننسى الدور المزدوج في الفيلم الاجتماعية كال هامارا هاي (1959). مادبالا لعبت المدخنة للسجائر، راقصة البالية، وأكثر الأدوار براعة دور الشقيقة القديسة مادو.
فجأة في منتصف 1950 أفلامها، وحتى المشاريع الكبرى مثل محبوب خان عمار (1954)، تحقق نجاحا تجاريا بشدة حتى أنها وصفت«سموم شباك تذاكر». لقد انقلبت حياتها المهنية في حوالي عام 1958، مع سلسلة من الأفلام مثل: جسر هوراه  امام اشوك كومار مادبالا ظهرت في دور غير عادي من مغنية كاباريه الانجلو الهندية، متورطة في كالكوتا 'ليالي الرذيلة في الحي الصيني. انها قدمت تأثير كبير مع جرأة (للمرة الأولي)في صورة غربية، مع شعرها المتطاير، البلوزات ذات القطع العميق، والسراويل والمجهزة خصيصا للكابري والفساتين الصينية. أغنية مادبالا المملؤة بالإحساس من الفيلم، ايى ميهيربان ، أطلق عليها اسم آشا بهوسلا وحققت نجاحا كبيرا مع الجماهير الشعبية، وعلى نطاق واسع وحتى يومنا هذا. جسر هاوره  تلاه فاجن امام بهارات بوشان، كألاباني امام ديف أناند، والفيلم الخالد تشالتي كا نام جادي  امام زوجها المستقبلي، كيشور كومار، وبرسات كي رات (1960)، امام بهارات بوشان مرة أخرى.
في عام 1960، عززت النجاحات، ومكانتها الفائقة كنجمة عندما ذهبت لتظهر في الملحمة التاريخية الضخمة في الميزانية، المغولى الاعظم. هذا الفيلم هو تتويج ومفخرة لمهنتها، وربما لعقد من صناعة السينما في الهند.

## الحياة الشخصية والقضية المثيرة للجدل
مادبالا كان على علاقة غرامية طويلة مع الممثل المشترك والمتكرر النجم ديليب كومار. التقيا للمرة الأولى في مجموعة لفيلم جوار بهاتا  (1944)، وعملوا معا مرة أخرى في فيلم هار سينجار  (1949) الذي لم يكتمل. وبعد عامين أثناء تصوير، تارانا (1951)، وبعيدا عن الشاشة بدأت العلاقة. كما أنهم أصبحوا ثنائي شعبي رومانسي يظهروا علي الشاشة معا في أربعة أفلام.
مادبالا كان معروفا عنها انها بعيده عن الانظار، ولم تظهر في مقابلات علنيه (باستثناء العرض الأول للفيلم باهت الدين هيو في عام (1954)، وأنها نادرا ما ظهرت في مقابلات. في كثير من الأحيان تكهنت وسائل الاعلام وتطفلت على حياتها الشخصية والعلاقات المتبادلة الرومانسية كان ذكر ديليب كومار مرارا وتكرارا. وتم تأكيد هذه الشائعات مع الظهور العلني أثناء من خلال توددهم في عام 1955. مادبالا رافقت ديليب كومار في افتتاح لفيلمه إنسانيات (1955)، وهو الفيلم الذي لم يكن لديها رفيق غيره في الحضور. وإن كان هذا قد تم في لفتة أخرى للامتنان للمنتج والمخرج اس اس فاسان، الذي كان يعتني بها في وقت سابق عندما كانت تمر بوعكة صحية أثناء تصوير فيلم باهت الدين هيو (1954)، وهذا كان مبرر لسبب آخر. من خلال حضور العرض الأول رسميا يرافقها ديليب كومار، فإنها اعترفت علانية بالعلاقة بينهما.
قصة حب مادبالا مع كومار استمرت خمس سنوات، بين 1951 و 1956. الرابطة التي بينهم انتهت تاركه قضية مثيرة للجدل على نطاق واسع في المحكمة. أراد ب ر شوبرا، مخرج الفيلم الذي يقوم ببطولتة مادبالا وديليب كومار، نايا داير  (1957)، ان تسافر الوحدة إلى بوبال للتصوير في الهواء الطلق. عطاء الله خان واعترض وادعى الرحلة باكملها الي بوبال خارج الجدول الزمني للفيلم وانة كان حيلة لديليب كومار لإعطاء الفرصة للصداقة بابنته. أخيرا، شوبرا اقام دعوى قضائية ضد مادبالا لاخذها نقدية وليس لديها نية لاستكمال الفيلم. كما أنه استبدلها مع الممثلة فيجايانثيمالا من جنوب الهند. مادبالا بطاعة تؤيد والدها على الرغم من التزامها ديليب كومار. كومار بشهد ضد مادبالا وعطاء الله خان لصالح المخرج ب ر شوبرا في جلسة علنية. وخسرت مادبالا ووالدها القضية وسط الكثير من الدعاية السلبية. حتى تلك اللحظة مادبالا عملت بجد لاكتساب سمعة جيدة كممثلة موثوق بها ومحترفة في هذه الصناعة. صورتها أصيبت بأضرار بالغة بعد هذه القضية. مادبالا وديليب كومار انفصلا عند تلك النقطة.
عندما تحدثت وكالة ريديف للانباء لشقيقتها مادهور بوشان، كانت روايتها للقصة كالاتي:
| مدهوبالا | The reason Madhubala broke up with Dilip Kumar was B R Chopra's film Naya Daur, not my father. Madhubala had shot a part of the film when the makers decided to go for an outdoor shoot to Gwalior. The place was known for dacoits, so my father asked them to change the location. They disagreed because they wanted a hilly terrain. So my father asked her to quit the film. He was ready to pay the deficit. Chopra asked Dilip Kumar for help. Dilipsaab and Madhubala were engaged then. Dilipsaab tried to mediate but Madhubala refused to disobey her father. Chopra's production filed a case against her, which went on for a year. But this did not spoil their relationship. Dilipsaab told her to forget movies and get married to him. She said she would marry him, provided he apologised to her father. He refused, so Madhubala left him. That one 'sorry' could have changed her life. She loved Dilipsaab till the day she died. | مدهوبالا |

التقت زوجها، الممثل والمغني، كيشور كومار أثناء تصوير تشالتي كا نام جادي  (1958) و جهمرو  (1961). وانه في ذلك الوقت كان متزوجا من المغنية والممثلة البنغالية روما جوها ثاكورتا وبعد طلاقه، ولأن كيشور كومار كان هندوسي ومادبالا كانت مسلمة، اقاموا حفل زفاف مدني في عام 1960. والديه ورفضوا الحضور. كما كان للزوجين مراسم هندوسية لارضاء والدي كومار، ولكن مادبالا لم تقبل منهم كزوجته. في غضون شهر من زواجها انتقلت مرة اخري لكوخها في باندرا بسبب التوتر في الأسرة كومار. ظلت متزوجة ولكن تحت ضغط كبير للفترة المتبقية من حياتها.

## المغولى الاعظم وعمل في وقت لاحق
كان الفيلم المغولى الاعظم الذي يعتبره الكثيرون من أعظم واوضح اعمالها الدور الحتمي المحظية اناركلى. مدير ك عاصف، غير مدرك لمدى مرض مادبالا، عمل جداول شاقة للتصوير في وقت قصير الذي جعل ذلك مطلب ثقيل على حالتها الصحية. سواء كان وهم يقوموا بعمل الماكياج لساعات تحت الأضواء الكاشفة في الاستوديو أو وهي تجري مصفدة بالسلاسل الثقيلة. من عام 1951 إلى 1959 استثمرت مادبالا جهدها في المغولى الاعظم. ما بعد عام 1956 وانفصالها عن ديليب كومار، باقي المشاهد العاطفية الحميمة المتبقية تم تصويرها في ظل الكثير من التوتر والضغط بين مادبالا والنجم المنفصل عنها. هذا عاطفيا وجسديا اثر على نطاق واسع عليها وتعد أحد العوامل الرئيسية في انخفاض لاحق لها في مجال الصحة والوفاة المبكرة.
في 5 آب 1960، أصبح المغولى الاعظم أكبر فيلم في ذلك الوقت، وهو رقم قياسي لم يحققة أي فيلم لمدة 15 عاما حتي فيلم شولاي في عام 1975. انها لا تزال تحتل المرتبة الثانية في قائمة اعلي ايرادات التذاكر للسينما الهندية (التضخم). على الرغم من الأداء امام النجوم الأكثر احتراما وموهبة السينما، بريثفيراج كابور، دورغا خوت، وديليب كومار، فقد اعترف النقاد واعربوا عن تقديرهم لأداء مادبالا الذكي ومتعددة. تلقت بعض الاعتراف كممثلة خطيرة عندما رشحت لجائزة فيلمفير. علي الرغم من انها لم تفز وخسر امام بينا راي لادائها في فيلم جونجات (1960). في خاتيجا أكبر ' على سيرة الذاتية لمادبالا (انظر قسم المرجعية)، اثني ديليب كومار تكريما لموهبتها وقال:«لو انها عاشت، واختارت أفلامها بمزيد من الرعاية، لكانت أعلى بكثير من المعاصرين لها. فضلا عن كونها وفنانة ممتازة شديد التنوع، فأنها ذات طابع دافئ وكثير البهجة. الله قد وهبها أشياء كثيرة...»
في عام 1960، مادبالا بلغت ذروة مسيرتها وشعبية مع عرض وظهور الأفلام المغولى الاعظم  و بارسات كي رات  كانت مطلوبة بقوة، والكتاب يعرضون عليها الأدوار، ولكن حالتها الصحية المتدهورة لنم تسمح لها أن تتمتع بهذه الفترة وتتطور كممثلة. عند هذه النقطة مادبالا الحالة الصحية أصبحت سيئة لدرجة انها لم تستطيع قبول أي أفلام جديدة، أو حتى تكمل المهام القائمة. في السيرة الذاتية خاتيجا أكبر، شريكها المتكرر النجم ديف أناند قال: «حتى أنها كانت قوية ومليئة بالحياة والطاقة. كانت دائما تضحك وتتمتع بعملها. لايمكن للمرء أن يتصور أبدا أنها كانت في حالة مرضية خطيرة. ثم في يوم واحد اختفت...».
كان لها نشرات متقطعة في أوائل 60. بعض هؤلاء، مثل جامرو (1961)، نصف التذكرة (1962) وشرابي (1964)، وحتى ذلك كان أداء أعلى من المتوسط في شباك التذاكر. ومع ذلك، معظم أفلامها الأخرى فسدت في هذه الفترة لغيابها في أجزاء كثيرة عند مرضها الذي منعها من انجازهم. انهم يعانون من خطر الفضح في حالات استخدام «الدوبلير» في محاولة لرأب الصدع في المشاهد التي مادبالا لم يتمكن من تمثيلها. آخر فيلم لها صدر جوالا، على الرغم من تصويره في أواخر 1950، لم تصدر حتى عام 1971، بعد عامين من وفاتها. بالمناسبة، بصرف النظر عن بعض تسلسل تكنيكولور فيلم المغولى الاعظم ،و جوالا هي المرة الوحيدة التي تظهر مادبالا في فيلم ملون.

## خلال السنوات الأخيرة والموت
في عام 1960، سعت مادبالا للعلاج في لندن بعد تدهور حالتها الصحية  عملية جراحية معقدة في القلب، قدمت لها بعض الأمل في الشفاء. بعد فحص الأطباء هناك رفضوا إجراء العملية، وأقنعوها بأن فرصة البقاء على قيد الحياة ضئيلة مشورتهم كانت انها ينبغي لها أن تستريح وتتجنب فرط الحركة، وتوقعوا أنها قد تتمكن من العيش لمدة عام آخر. مع العلم أن وفاتها كانت وشيكة، مادبالا عادت إلى الهند، ولكنها تحدت التنبؤات وعاشت 9 سنوات أخرى.
في عام 1966، مع حدوث تحسن طفيف في صحته، مادبالا حاولت العمل مجددا امام راج كابور في الفيلم تشالاك. بشرت بها وسائل الاعلام كفيلم «العودة» مع الكثير من الجعجعة والدعاية. في هذا الوقت ظهرت جميلة ولكن شاحبة الوجه، ومع ذلك، في غضون بضعة أيام من التصوير، انهارت حالتها الصحية مما دفعها إلى التوقف، والفيلم لا يزال غير مكتمل وغير منشور.
عندما أصبح بشكل واضح ان التمثيل لم يعد خيارا، مادبالا حولت انتباهها إلى صنع الأفلام. في عام 1969 تم التجهيز لعمل فيلم اسمه فارز أور إيشك. لكن الفيلم لم يؤخذ بعين الاعتبار، لان خلال مراحل ما قبل الإنتاج، مادبالا أخيرا استسلمت لمرضها وتوفيت يوم 23 فبراير 1969، بعد وقت قصير من عيد ميلادها 36. وتم دفنها في مقبرة سانتا كروز على أيدي أفراد أسرتها وزوجها كيشور كومار 

## مادبالا الرمز
في حياتها القصيرة، مادبالا مثلت أكثر من 70 فيلما. في ثلاث مقالات عن السيرة الذاتية لها والعديد من مقالات المنشورة في بلدها، قد قورنت بمارلين مونرو، بمواقفها المشابه المميزة في تاريخ الفيلم الهندي. ربما لأنها توفيت قبل أن يجري انزالها إلى دعم أو حرف الأدوار، وحتى يومنا هذا مادبالا لا تزال واحدة من الاساطير الأكثر ديمومة واحتفلت بها السينما الهندية. مناشدتها المستمرة لعشاق السينما في استفتاء 1990 الذي أجرته مجلة الفيلم. صوت لمادبالا انها كانت الممثلة الهندية الأكثر شعبية في كل وقت، وحصلت على 58 ٪ من الأصوات، والخروج الممثلات المعاصرة الترتيب الأسطوري مينا كوماري، نرجس، ونوتان. في الآونة الأخيرة في راديف دوت كوم بالمجلس الدولي للمرأة لعام 2007 الخاصة (انظر الروابط الخارجية)، مادبالا كانت في المرتبة الثانية في قائمة العشرة الأوائل لأفضل الممثلات من «بوليوود.من أي وقت مضى» ووفقا لهذه الميزة، التي جعلت من الممثلات القائمة النهائية كانت في المرتبة«... يعمل المهارات، وبريق، وشباك التذاكر، والبراعة ورمز حالة—وحقيقة أن كل واحد منهم أصبح رمزا لبوليوود، مستهلة في موجة جديدة من السينما...»
أفلامها على نطاق واسع تشاهد على التلفزيون وتم نقل معظم اعمالها علي دي في دي وهذا مكن من عودة ظهورها. العشرات من لقطات والمشاهد من أفلامها تم عمل المونتاج وتم تحميلها من معجبيها، ويمكن مشاهدته على مواقع الفيديو الشهيرة مثل يوتيوب. لا ممثلة كلاسيكية خمرية الهندية اخري لديها مثل هذا الوجود الكبير على موقع مشاركة الفيديو. في الهند، التجار في الشوارع والمحلات تبيع لها لقطات الدعاية الأبيض والأسود والملصقات جنبا إلى جنب مع نجوم السينما الحالية للسينما الهندية.
في عام 2004 نسخة رقمية ملونة من فيلم المغولي الاعظم تم عرضها، وبعد 35 عاما من وفاتها، مادبالا والفيلم أصبحوا نجوم مع جمهور السينما مرة أخرى.
في العقد الماضي، العديد من المقالات والسير الذاتية في المجلات صدرت على مادبالا، تكشف تفاصيل لم تكن معروفة من حياتها الخاصة والمهنية. وبالتالي في عام 2007، الفيلم الهندي تشاند خويا خويا أنتج بطولة شيني أهوجا وسها علي خان—القصة شملت بعض الأحداث وهو مبني على أساس حياة مادبالا وغيرها من شخصيات الفيلم الكلاسيكي.
في عام 2008 اصدر طابع بريد تذكاري يضم صورة مادبالا. وكانت الطوابع التي تنتجها كاهداء الهند بوست في طبعة محدودة الذي ضم صورا للممثلة. كان من العناصر الفاعلة التي أطلقها المخضرمين نيمي ومانوج كومار في حفل بهيج حضره الزملاء والأصدقاء والباقين على قيد الحياة من أفراد أسرة مادبالا. وممثلة الفيلم الهندي الأخرى التي يتم الوفاء بهذه الطريقة هي نرجس دت.
الممثلة الشعبية ورمز الاثارة 1970 زينات أمان في كثير من الأحيان كما اعترف النموذج الأولي للافلام الغربية الهندية الحديثة، وبطلة الفيلم. ومع ذلك فإنه كثيرا ما يغفل أن مادبالا شوهد في تصوير الغربي وحتى تغوي الرجال في بعض المشاهد 1950. صورة جريئة للهندية بطلة فيلم يصور في عصر بدأ فيهالمرأة رزينة والتضحية الذاتية والمثل العليا للأنوثة الهندي هي النظام اليومي. على هذا النحو هو مادبالا من (وإلى حد ما، نرجس المعاصرة) التأثير على الممثلات الهندية الحديثة السائدة اليوم.

## قائمة أفلامها
| عام                       |      |  |
| بسنت                      | 1942 |  |
| ممتاز محل                 | 1944 |  |
| الظنة بهاجات              | 1945 |  |
| راجبوتاني                 | 1946 |  |
| بوجاري                    | 1946 |  |
| فولواري                   | 1946 |  |
| ساعات سامندارون كي ماليكا | 1947 |  |
| مجرد بهاجفان              | 1947 |  |
| خوبسورات دونيا            | 1947 |  |
| ديل، كي راني الحلوة القلب | 1947 |  |
| تشيتور فيجاي              | 1947 |  |
| نيل كمال                  | 1947 |  |
| باراي اج                  | 1948 |  |
| لال دوباتا                | 1948 |  |
| ديش سيوة                  | 1948 |  |
| عمار بريم                 | 1948 |  |
| سيباهيا                   | 1949 |  |
| سينجار                    | 1949 |  |
| الفقرات                   | 1949 |  |
| نكي اور بادي              | 1949 |  |
| محل                       | 1949 |  |
| امتحان                    | 1949 |  |
| دولاري                    | 1949 |  |
| دولت                      | 1949 |  |
| أبرادهى                   | 1949 |  |
| باردس                     | 1950 |  |
| نيشانا                    | 1950 |  |
| نيرالا                    | 1950 |  |
| مادبالا                   | 1950 |  |
| هانست انسو                | 1950 |  |
| بيكاسور                   | 1950 |  |
| تارانا                    | 1951 |  |
| سايان                     | 1951 |  |
| نازنين                    | 1951 |  |
| نادان                     | 1951 |  |
| خزانة                     | 1951 |  |
| بادال                     | 1951 |  |
| اران                      | 1951 |  |
| الساقي                    | 1952 |  |
| سانجديل                   | 1952 |  |
| السكك الحديدية كا دبا     | 1953 |  |
| أرمان                     | 1953 |  |
| باهت الدين هويه           | 1954 |  |
| امار                      | 1954 |  |
| تيرانداز                  | 1955 |  |
| النقب                     | 1955 |  |
| ناتا                      | 1955 |  |
| السيد والسيدة ' 55        | 1955 |  |
| شيرين فرهاد               | 1956 |  |
| راج هاث                   | 1956 |  |
| داك كي مالنال             | 1956 |  |
| ياهودي كي لادكي           | 1957 |  |
| بوابة الهند               | 1957 |  |
| ئي كيه سال                | 1957 |  |
| الشرطة                    | 1958 |  |
| فاجون                     | 1958 |  |
| كألاباني                  | 1958 |  |
| جسر هاوره                 | 1958 |  |
| تشالتي كا نام جادي        | 1958 |  |
| باغي سيفهي                | 1958 |  |
| كال هاماراهاي             | 1959 |  |
| إنسان جاج اوتها           | 1959 |  |
| لا اوستاد                 | 1959 |  |
| ميهلون كه خواب            | 1960 |  |
| جالي نوت                  | 1960 |  |
| برسات كي رات              | 1960 |  |
| المغولي الاعظم            | 1960 |  |
| جواز سفر                  | 1961 |  |
| جهونرو                    | 1961 |  |
| صبي صديق                  | 1961 |  |
| نصف التذاكر               | 1962 |  |
| شرابي                     | 1964 |  |
| جوالا                     | 1971 |  |

## روابط خارجية
- مادبالا: المرأة يوما خاصا rediff.com
- مادبالا: الحلو والإغراء rediff.com
- مدهوبالا على موقع IMDb (الإنجليزية)
- مدهوبالا على موقع الموسوعة البريطانية (الإنجليزية)
- مدهوبالا على موقع ألو سيني (الفرنسية)
- مدهوبالا على موقع ميوزك برينز (الإنجليزية)
- مدهوبالا على موقع أول موفي (الإنجليزية)
- مدهوبالا على موقع قاعدة بيانات الفيلم (الإنجليزية)
- مدهوبالا على موقع كينوبويسك (الروسية)